# 开国大典 (电影)
《開國大典》是由長春電影製片廠於1989年拍攝的一部中國電影，由古月、孫飛虎、黃凱等主演。

## 演员
- 古月 饰 毛泽东
- 孫飛虎 饰 蒋中正
- 黄凯 饰 周恩来
- 卢奇 饰 邓小平
- 傅学诚 饰 刘伯承
- 田甬饰林彪

## 轶闻
在电影上映之前，中国大陸刚爆发六四事件，导致官方的文化审查政策收紧。1989年6月11日，电影第一次送审并通过，但在8月5日被通知需要重审。第二次参与审查的人员包括了一些级别更高的官员，比如时任中共中央政治局候补委员丁关根、中共中央宣传部部长王忍之、中共中央对外宣传小组组长朱穆之等。在二审过后，导演李前宽被迫删除了涉及江青的两场戏。但由于电影展现了一个同以往宣传中不一样的蒋介石，电影还是没有过审。后来在负责意识形态工作的时任中共中央政治局常委李瑞环的干预下，9月4日，中共中央总书记江泽民、中共中央政治局常委乔石、姚依林、李瑞环和秦基伟、刘华清、洪学智、杨白冰和赵南起等军方将领一同观看了影片，最终使得影片通过审查得以在1989年10月1日在全国公映。